# Romanka
Romanka ist ein 1366 Meter hoher Berg in Polen in den Saybuscher Beskiden. Er befindet sich in dem Massiv Lipowski Wierch und Romanka.
Der Gipfel liegt auf polnischem Staatsgebiet. 
Die Hänge sind bewachsenen. In der Vergangenheit befand sich ein Aussichtsturm auf dem Gipfel. Während des Zweiten Weltkriegs dienten die Wälder des Massivs als Rückzugsgebiet für Partisanen.

## Lage
Über den Berg verläuft die Europäische Hauptwasserscheide zwischen dem Schwarzen Meer (Donau) und der Ostsee (Weichsel). Auf den Berg führen mehrere Wanderwege.